# Triumph Spitfire
Triumph Spitfire — компактный британский двухместный спортивный автомобиль, впервые представленный на Лондонском автосалоне в 1962 году. Автомобиль был создан по проекту, разработанному для Standard-Triumph в 1957 году итальянским дизайнером Джованни Микелотти. В основу нового автомобиля, в значительной степени, легло шасси седана Triumph Herald, но кузов Spitfire получился короче. Spitfire также получил ходовую часть от Herald и двигатель Standard SC. Spitfire выпускался на заводе Standard-Triumph в Канли, Ковентри.

## Первое поколение
Серийный автомобиль мало отличался от прототипа. Задний бампер был поделён на две части, огибающих задние крылья, и каждая имела свой клык. Спереди на автомобиле стояли дисковые тормоза. Четырёхцилиндровый двигатель объёмом 1147 см³ имел по два клапана на цилиндр и два карбюратора SU. Кроме того, на автомобиле было реечное рулевое управление и передняя пружинная подвеска от Herald, любезно предоставленные бывшей компанией Alford & Alder, которая была приобретена Standard-Triumph в 1959 году. Сзади имелись поворотные оси, которые подвергались серьёзной критике, так как вызывали избыточную поворачиваемость.

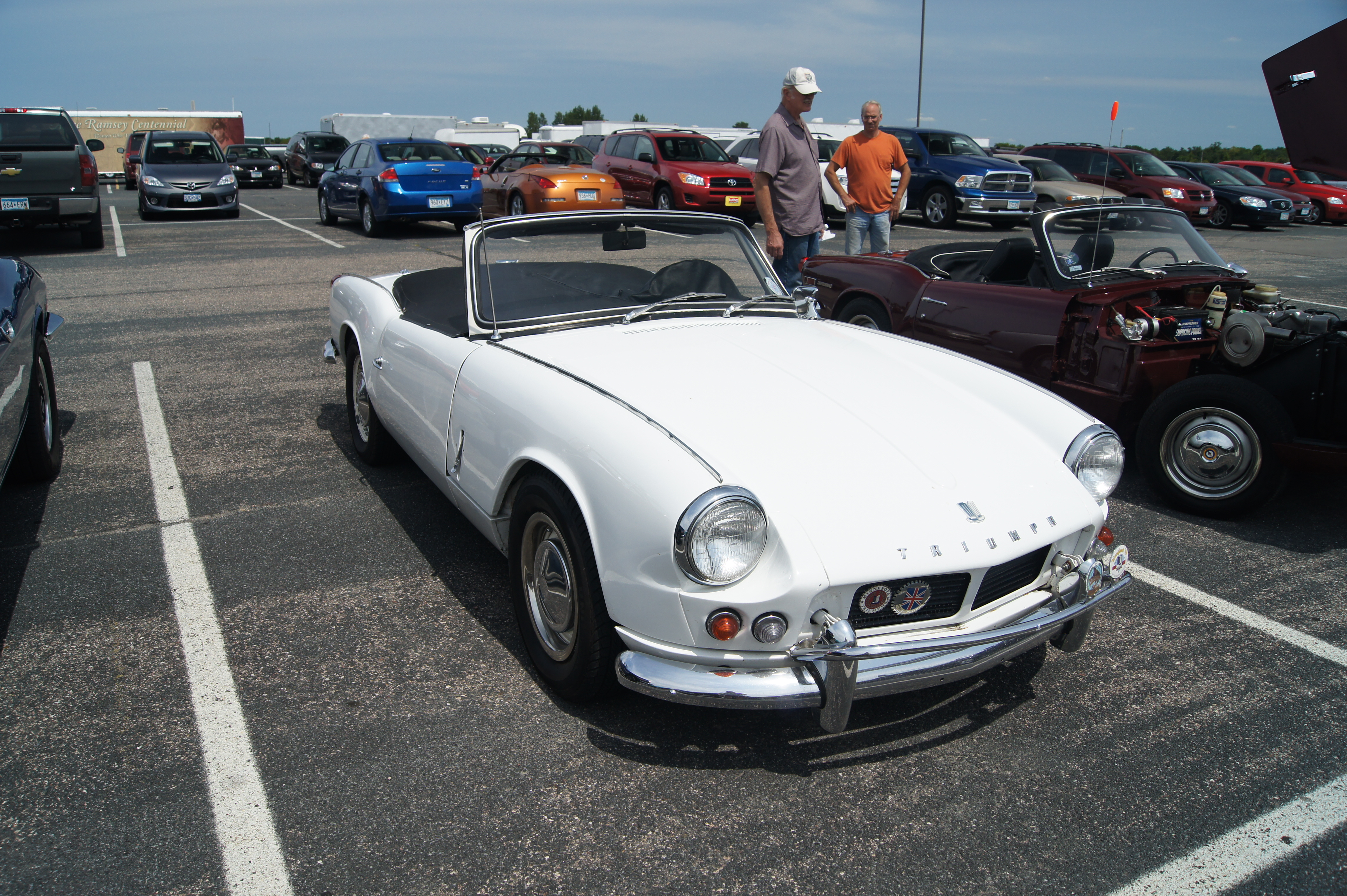
Triumph Spitfire, 1963

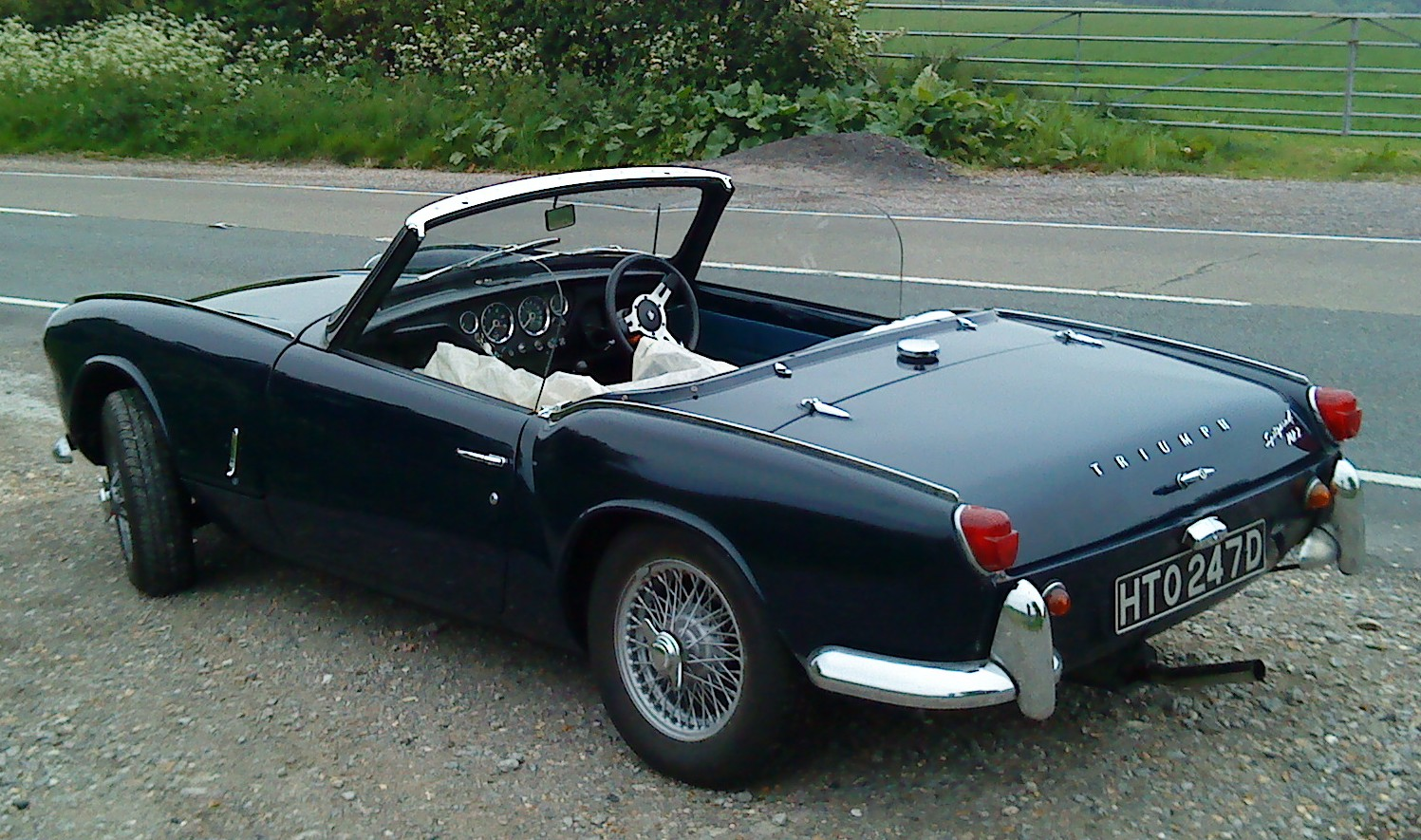
TriumphSpitfire Mk2

Spitfire был недорогим компактным спортивным автомобилем и, как таковой, имел довольно простую отделку по современным стандартам, в частности, резиновые коврики и большой пластиковый руль. Тем не менее, он считался довольно удобным, имел рулонные окна и внешние дверные замки, а также относительно полноценную панель приборов. Первые автомобили модели назывались Triumph Spitfire Mark I и Spitfire 4, в отличие от более поздних Spitfire Mark IV. Название «Spitfire 4» указывало на возможность появления шестицилиндровой версии.
Рядные четвёрки развивали мощность 63 л. с. (47 кВт) при 5750 об/мин и имели крутящий момент 91 Нм при 3500 об/мин. Это позволяло достигать максимальную скорость в 92 миль/час (148 км/ч) и разгон до 60 миль в час (97 км/ч) за 16,4 секунды. Средний расход топлива составил 31 миль на галлон (9,1 литров на 100 км).
В 1964 году с четырёхступенчатой механической коробкой передач появилась опция овердрайв. Также были доступны спицевые колёса и жёсткая крыша (кузов типа хардтоп).

## Второе поколение
В марте 1965 года стартовал выпуск Spitfire Mark II. Новый автомобиль был очень похожим на первое поколение, но имел лучше настроенный двигатель с изменённым профилем кулачков распределительного вала, обновлёнными впускным коллектором с водяным охлаждением и трубчатым выпускным коллектором. Все эти доработки позволили увеличить мощность до 67 л. с. (50 кВт) при 6000 об/мин. В экстерьере была обновлена решётка радиатора и шильдик на ней. В салоне изменились сидения, большая часть открытых поверхностей была покрыта тканевым материалом.
В базе стоимость автомобиля составляла £550 по сравнению с комплектациями Sprite за £505 и Midget за £515. Максимальная скорость составила 96 миль/ч (154 км/ч), а разгон до 60 миль/ч занимал 14,8 секунды, что считалось весьма «бодрым» темпом движения. Производитель утверждал, что на шоссе (при скорости 110 км/ч) расход автомобиля составлял 7,41 литров на 100 км.